# Ter Haarstraat
De Ter Haarstraat is een straat in Amsterdam-West.
De verkeersstraat is gelegen tussen de Bilderdijkstraat en Bilderdijkgracht/Bilderdijkkade. De straat is vernoemd naar Bernard ter Haar, schrijver en hoogleraar. De straat kreeg haar naam tijdens de raadsvergadering van 11 september 1895, maar er moest toen nog wel gebouwd gaan worden. Daarbij sloot de bebouwing niet goed aan bij die van de Bilderdijkstraat. De straat is in de 21e eeuw een onopvallend straatje in West. Dat was gedurende de 20e eeuw wel anders. Vanaf 1903 (start bouw) tot 2000 (sloop) stond aan de zuidkant het Julianaziekenhuis van Tjeerd Kuipers, dat weleens koninklijk bezoek had. In 1896 was er al een school (in 2017 te herkennen op nummer 15), maar liepen er ook nog schapen.
Op de plaats van het Julianaziekenhuis verrees na 2000 een appartementencomplex. Ook de oorspronkelijke bebouwing van de huisnummers 2 en 4 is vervangen door nieuwbouw.